# 10199 Chariklo
10199 Chariklo (/ˈkærəkloʊ/ KARR-ə-kloh; tiếng Hy Lạp: Χαρικλώ; danh pháp tạm thời: 1997 CU26) là một tiểu hành tinh centaur lớn nhất được biết tới cho đến nay. Nó quay quanh Mặt Trời theo quỹ đạo ở giữa quỹ đạo Sao Thổ và Sao Thiên Vương, sát rìa quỹ đạo Sao Thiên Vương.
Chariklo được James V. Scotti phát hiện từ chương trình Spacewatch ngày 15 tháng 2 năm 1997. Chariklo được đặt theo tên Chariclo (Χαρικλω), vợ của Chiron và là cháu gái của Apollo. Nó thu hút nhiều sự chú ý khi, vào ngày 26 tháng 3 năm 2014, các nhà thiên văn lần đầu tiên quan sát thấy 2 vành đai bao quanh nó, trở thành tiểu hành tinh đầu tiên và là thiên thể nhỏ nhất có vành đai quan sát được.
Một nghiên cứu trắc quang năm 2001 đã không xác định được chu kỳ quay của nó. Các quan sát phổ hồng ngoại về Chariklo chỉ ra sự tồn tại của nước đóng băng, có thể nằm ở vành đai. Nhà thiên văn ở Caltech Michael E. Brown liệt kê nó như một hành tinh lùn có kích thước cỡ 232 km.

## Quỹ đạo

Chariklo nằm trong khoảng 0,09 AU trong vùng cộng hưởng 4:3 của Sao Thiên Vương.

Các centaur sinh ra từ Vành đai Kuiper và có quỹ đạo không ổn định về động lực họa dẫn tới sự thoát ra khỏi Hệ Mặt Trời, một va chạm với một hành tinh, hoặc chuyển hóa thành một sao chổi chu kỳ ngắn.
Quỹ đạo Chariklo ổn định hơn của các tiểu hành tinh tương tự như Nessus, Chiron, và Pholus. Chariklo nằm trong khoảng 0,09 AU của vùng cộng hưởng 4:3 của Sao Thiên Vương và có nửa vòng đời quỹ đạo rất dài, chừng 10,3 triệu năm. Tính toán từ hai mươi phiên bản mô phỏng Chariklo gợi ý rằng tiểu hành tinh này không đến gần cự ly 3 AU từ Sao Thiên Vương trong khoảng 30 nghìn năm.
Trong những lần xung đối cận nhật 2003-2004, Chariklo có cấp sao biểu kiến +17.7 Tính đến  năm 2014, Chariklo cách Mặt Trời khoảng 14,76 AU, cách Trái Đất của chúng ta 14,56 AU.

## Các thuộc tính vật lý

### Kích thước
Một số phép đo cho thấy 10199 Chariklo là tiểu hành tinh centaur lớn nhất đã quan sát thấy, với đường kính lớn nhất đạt dao động từ 248±18 km đến 258,6±10,3 km. Trước đó, tiểu hành tinh centaur đã mất tích 1995 SN55 được quan sát thấy trong vòng 36 ngày của năm 1995 có thể có kích thước lớn hơn chút: 278 km.

## Vành đai tiểu hành tinh

Minh họa vành đai 10199 Chariklo

10199 Chariklo có 2 vành đai rộng 7 và 3 km, được Đai quan sát thiên văn Nam châu Âu quan sát thấy khi tiểu hành tinh này che khuất sao UCAC4 248-108672 vào ngày 3/6/2013 và được công bố ngày 26/3/2014. Với công bố này, 10199 Chariklo đã trở thành tiểu hành tinh đầu tiên, vật thể thứ sáu và là thiên thể nhỏ nhất trong hệ Mặt Trời được quan sát thấy có vành đai vật thể quay xung quanh.
Việc phát hiện vành đai này được ghi nhận khi tiểu hành tinh Chariklo đi qua phía trước vị trí biểu kiến của một ngôi sao có độ sáng 12,4 trong chòm sao Thiên Hạt UCAC4 248-108672. Phân tích quan sát từ 7 ống kính viễn vọng (1 ở Foz do Iguaçu và 1 ở Ponta Grossa thuộc Brasil, Cerro Tololo (PROMPT), Cerro Pachón (SOAR) ở Chile, và Bosque Alegre ở Santa Martina, Córdoba thuộc Argentina, cả 1,54-meter Danish telescope và the survey telescope TRAPPIST cùng ở La Silla Observatory (thuộc ESO) ở Chile) cho kết quả cấp sao biểu kiến thay đổi từ 14,7 thành 18,5 trong 19,2 giây, trong đó có 4 sự thay đổi chậm hơn trước và sau 7 giây so với thời điểm chính. Điều này được giải thích rằng bên cạnh Chariklo có 2 vành đai bao quanh.
| Vành đai Chariklo |           |                       |           |                  |                           |                          |
| Tên tạm thời      | Biệt danh | Bán kính quỹ đạo (km) | Rộng (km) | Độ sâu quang học | Khoảng cách các vành (km) | Chênh lệch bán kính (km) |
| 2013C1R           | Oiapoque  | 390.6 ± 3.3           | ≈ 7       | 0.4              | 8.7 ± 0.4                 | 14.2 ± 0.2               |
| 2013C2R           | Chuí      | 404.8 ± 3.3           | ≈ 3       | 0.06             | 8.7 ± 0.4                 | 14.2 ± 0.2               |